# Arquivo Regional e Biblioteca Pública da Madeira
O Arquivo Regional e Biblioteca Pública da Madeira (ABM) foi instituído em 19 de fevereiro de 2016, através da portaria n.º 50/2016, resultando da fusão do Arquivo Regional da Madeira e da Biblioteca Pública Regional, organismos que remontam, respetivamente, a 1931 e 1979.
As atribuições e competências do ABM inserem-se «no domínio da gestão dos arquivos da RAM (Região Autónoma da Madeira) e da biblioteca pública regional, tendo como fins fundamentais a salvaguarda e valorização do património arquivístico, a promoção da execução da política arquivística da Região, a valorização do património bibliográfico e a criação e difusão de hábitos de leitura.»
A instituição presta, assim, um serviço público de: ingresso, conservação, descrição, acesso, divulgação e estudo de espécies documentais e bibliográficas; apoio técnico à administração pública e a entidades privadas e indivíduos detentores de património arquivístico e bibliográfico de interesse histórico-cultural.

## História – Arquivo Regional da Madeira[3]
O Arquivo Distrital do Funchal – antecessor do Arquivo Regional da Madeira – foi criado no ano de 1931, através do decreto n.º 19.952, de 27 de junho, com retificação publicada a 30 de julho. Por intermédio do decreto n.º 20.690, de 30 de dezembro do mesmo ano, foram estabelecidas as condições de funcionamento da instituição, ficando tecnicamente dependente da Inspeção-Geral das Bibliotecas e Arquivos, do Ministério da Instrução Pública, e cabendo a sua dotação financeira à Junta Geral do Distrito Autónomo do Funchal. Foi seu primeiro diretor João Cabral do Nascimento que, juntamente com o conservador Álvaro Manso de Sousa, fundou a revista Arquivo Histórico da Madeira, órgão informativo do Arquivo Distrital.
O Arquivo foi instalado, em janeiro de 1932, no Palácio da Encarnação, à rua de Santa Luzia, e transferido, no ano seguinte, para o Palácio de São Pedro, à rua da Mouraria.
Em 1980, na sequência da implantação do regime autonómico, e através do decreto-lei n.º 287/80, de 16 de agosto, a superintendência do Arquivo Distrital do Funchal foi transferida para a RAM, passando a designar-se Arquivo Regional da Madeira e ficando sob a tutela da Secretaria Regional do Turismo e Cultura, no âmbito da Direção Regional dos Assuntos Culturais.
O decreto legislativo regional n.º 9/98, de 22 de maio de 1998, constituiu o Arquivo Regional da Madeira como o órgão de gestão dos arquivos da RAM, competindo-lhe assim a execução da política arquivística regional; e, no ano seguinte, procedeu-se à regulamentação da gestão de documentos na posse dos serviços de governo da RAM e organismos sob a sua tutela, com a publicação do decreto legislativo regional n.º 26/99/M, de 27 de agosto.
No ocaso do milénio, em 2000, a revista Arquivo Histórico da Madeira desdobrou-se em duas novas séries: Índices dos Registos Paroquiais; e Índices dos Passaportes. Neste ano, a 14 de dezembro, foi disponibilizada online a primeira página institucional do Arquivo Regional da Madeira, com acesso a bases de dados de registos paroquiais.
A 17 de setembro de 2004 foi inaugurado o novo edifício que albergou o Arquivo Regional da Madeira e a Biblioteca Pública Regional, situado no Caminho dos Álamos, Santo António.
Finalmente, no ano de 2008, o Arquivo Regional da Madeira obteve a certificação do sistema de gestão da qualidade, de acordo com a norma NP EN ISO 9001:2000.

## História – Biblioteca Pública Regional[3]
Em 1979 foi criada esta biblioteca, com o nome de "Sala de Documentação Contemporânea", à rua dos Ferreiros, sede do organismo que a tutelou, a Direção Regional dos Assuntos Culturais. Foi sua fundadora e primeira diretora a pintora Sara Maria de Portugal da Silveira Henriques de Freitas.
No ano de 1982, a instituição tornou-se beneficiária do depósito legal de publicações, ao abrigo do decreto-lei n.º 74/82, de 3 de março.
Em 2002, a Biblioteca de Documentação Contemporânea assumiu a coordenação e gestão da Rede Regional de Bibliotecas Públicas, criada pelo decreto legislativo regional n.º 15/2002/M, de 13 de agosto.
No ano de 2003 foi instituída a Biblioteca Pública Regional, pelo decreto regulamentar regional n.º 14/2003/M, de 23 de maio, que sucedeu deste modo à Biblioteca de Documentação Contemporânea; no ano posterior, transferiu-se a instituição para um novo edifício situado no Caminho dos Álamos, Santo António, partilhado com o Arquivo Regional da Madeira.
Em 2015, para finalizar, foi levada a cabo a divulgação online do Catálogo Coletivo de Bibliotecas da Madeira (CCBM), um projeto cooperativo que permite o acesso aos acervos bibliográficos de diversas bibliotecas da Região Autónoma da Madeira.

## Acervo – Arquivos[5]
O acervo do Arquivo Regional, diversificado e de grande interesse para o estudo da história e cultura atlântica portuguesas, remonta ao século XV e ao povoamento insular. Ocupa cerca de 12.000 metros lineares de estanteria e engloba arquivos de instituições públicas e privadas deste arquipélago, bem como de famílias e personalidades. Destacam-se, entre outros, arquivos com as seguintes proveniências:
Alfândega do Funchal, administrações dos concelhos e câmaras municipais, que abrangem os mais variados aspetos da vida e da administração do arquipélago desde o século XV. O acervo da Câmara Municipal do Funchal inclui as atas das vereações mais antigas do espaço atlântico.
Tribunais judiciais de comarca, entre outros especializados, como os tribunais do Trabalho ou do Comércio.
Arquivos de diversas instituições do Antigo Regime: o dos Governadores e Capitães-Generais; Provedoria da Real Fazenda; Misericórdias; Juízo dos Resíduos e Provedoria das Capelas; Juízo de Fora do Funchal; juízos dos órfãos.
Arquivos que documentam as relações do distrito do Funchal com a Coroa, na vigência da Monarquia Constitucional, ou com a Administração Central da 1.ª República e do Estado Novo: Governo Civil do Distrito do Funchal; Delegação de Turismo da Madeira; Circunscrição Florestal do Funchal; ou Junta Geral do Distrito do Funchal. Neste último particular, destacam-se as várias incorporações realizadas desde 2005, que permitiram a entrada de arquivos dos diferentes serviços da Junta Geral: Secretaria da Junta Geral; Direção de Serviços Industriais, Elétricos e de Viação; Direção de Obras Públicas; Estação Agrária da Madeira; Intendência de Pecuária.
Repartições de Finanças de toda a ilha, destacando-se as séries de processos de liquidação das sucessões e doações e os registos das matrizes prediais.
Serviços da Administração Regional Autónoma: extintas Secretarias Regionais da Economia e Cooperação Externa, do Comércio e Transportes, do Plano, entre outras.
Arquivos que enquadram o ensino público e documentam práticas históricas de ação pedagógica e administração escolar na Madeira: Liceu Jaime Moniz; Escola Industrial e Comercial do Funchal; Escola do Magistério Primário do Funchal; Delegações Escolares concelhias da Madeira.
Paróquias e Conservatórias do Registo Civil: incluem, entre outros, os livros dos registos de batismos/nascimentos, casamentos e óbitos.
Cartórios notariais, sendo os mais antigos os de João e Manuel de Tavira de Cartas (Funchal, século XVI), Sebastião Álvares e Luís Álvares Riscado (Ribeira Brava, século XVI).
Confrarias e irmandades, instituições que promoviam o esplendor do culto e realizavam obras de misericórdia.
Arquivos de famílias e espólios pessoais: oferecem um manancial de informações para o estudo de instituições como o morgadio ou o regime de colonia, para o conhecimento de personalidades de relevo, como o arcebispo D. Aires de Ornelas e Vasconcelos, o genealogista Henrique Henriques de Noronha, o político Visconde do Porto da Cruz, ou os investigadores madeirenses Fernando Augusto da Silva e Eduardo Nunes Pereira, entre outras personalidades.
Coleções e arquivos fotográficos: de realçar as coleções do Arquivo Regional da Madeira, que ilustram o quotidiano madeirense dos séculos XIX e XX, o património urbano e rural edificado e o património artístico insular. Coleção não contabilizada em virtude de o seu tratamento se encontrar em curso. Destaque-se a entrada, a título de depósito, do arquivo fotográfico procedente do Museu-Photographia Vicentes, que inclui o espólio fotográfico das várias gerações dos fotógrafos da geração Vicentes e também um vasto património fotográfico da Madeira desde a segunda metade do século XIX até à década de 80 do século XX. Este valioso e, ainda em muitos casos, desconhecido património contempla cerca de 1.200.000 espécies fotográficas dos mais variados processos fotográficos e temas, representando muitos fotógrafos profissionais e amadores, bem como os mais importantes ateliês fotográficos.

## Fundos Bibliográficos e Coleções[6]
Este conjunto compreende o vasto espólio pertencente à Biblioteca Pública Regional, com monografias, publicações periódicas e outras espécies bibliográficas, bem como as coleções do Arquivo Regional da Madeira e da Biblioteca de Culturas Estrangeiras. Estes três conjuntos de acervos totalizam cerca de 511 mil documentos.
Caraterização geral do acervo da Biblioteca Pública Regional: reunindo mais de 300 mil espécies bibliográficas (registadas 284.141 monografias e 5504 títulos de publicações periódicas), com um crescimento médio de 10%, a coleção tem um caráter universalista e generalista típica de uma biblioteca pública, versando os domínios das ciências sociais, biologia, arte, história, religião, geografia, informática, literatura, psicologia, entre muitos outros. Esse aspeto multifacetado e também contemporâneo é potenciado pelo facto de a Biblioteca ser beneficiária do depósito legal de publicações.
Ao fundo geral da Biblioteca acrescem algumas coleções, como reservados, iconografia e cartografia, leitura para deficientes visuais, recursos eletrónicos, e algumas bibliotecas ofertadas, compradas ou em depósito, como a Biblioteca Mário Sardinha ou a do Liceu Jaime Moniz.
Caraterização geral da biblioteca do Arquivo Regional da Madeira: A biblioteca do Arquivo Regional possui um total de cerca de 21.700 monografias e 850 títulos de revistas. Integra abundante bibliografia sobre Cristóvão Colombo, uma interessante coleção de guias e relatos de viagens e outra de livros antigos, muitos originalmente pertencentes à Mitra do Funchal e especificamente ao bispo D. Gaspar Afonso da Costa Brandão. A biblioteca incorpora ainda as livrarias de Nuno de Freitas Lomelino e do Dr. Nuno Vasconcelos Porto. Recentemente, foi enriquecida com as ofertas das bibliotecas de Pereira da Costa, Luiz Peter Clode, Pontes Leça, Frederico de Freitas, João Henrique Gonçalves, Maria do Carmo Rodrigues, entre outras. Por outro lado, registe-se a entrada de muitas monografias e revistas através das incorporações de arquivos de serviços da Administração.
Caraterização geral do acervo da Biblioteca de Culturas Estrangeiras: o acervo desta biblioteca, constituído, sobretudo, com o apoio das embaixadas dos países representados, possui cerca de 22.000 títulos registados, abarcando diferentes áreas do conhecimento e diversas línguas, nomeadamente inglês, francês, alemão, russo, norueguês, finlandês e sueco.
Coleções de particular interesse e valor:
Coleção multimédia, constituída por: CDs áudio (de vários estilos musicais e épocas); CDs-ROM (nomeadamente jogos educativos e material multimédia); e DVDs (filmes de lazer e educativos para várias faixas etárias). Muitos títulos também compilam documentação importante para a investigação histórica. A coleção de recursos eletrónicos do ABM totaliza cerca de 2300 unidades.
Coleção de Jornais: de realçar a “Coleção Diário de Notícias”, constituída a partir da doação feita pela empresa Diário de Notícias, e que inclui os primeiros jornais a serem editados na Madeira, nascidos no contexto da Revolução Liberal dos anos vinte do século XIX. Com cerca de 260 títulos de jornais de carácter generalista e de enfoque regional, também contempla jornais especializados de diversa natureza: partidária, religiosa, desportiva, doutrinal, judicial, académica, literária e artística. A coleção é presentemente objeto de digitalização. A Biblioteca também possui outros títulos regionais mais recentes, bem como alguns nacionais.
Coleção de legislação: composta no seu todo por mais de 15 mil volumes, esta coleção inclui, procedente do Arquivo Regional da Madeira, cerca de três dezenas de títulos de legislação europeia, nacional e regional, num total de mais de quatro mil livros e documentação avulsa, entre os quais podemos encontrar leis e diplomas desde meados do século XIII até ao ano de 2009. De realçar as séries dos Diários do Governo e da República. De referir ainda a biblioteca jurídica de Rebelo Quintal, com cerca de 11 mil unidades, ofertada à Biblioteca Pública Regional.
Coleção iconográfica: constituída por postais, cartazes, gravuras, desenhos, mapas e por outro material não livro. Particularmente rica a coleção de postais do Arquivo Regional, com cerca de 15 mil exemplares, recentemente enriquecida com a transferência da coleção da Direção de Serviços de Museus e Património. Destacamos também a coleção de cartazes da Biblioteca Pública Regional, especialmente os de produção regional.
Reservados e Impressos raros: esta categoria inclui as coleções do ABM com maior valor e importância patrimonial, designadamente: Biblioteca Mário Sardinha, com primeiras edições de obras literárias e revistas de literatura portuguesa dos séculos XIX e XX; Biblioteca António Montes; Biblioteca da Escola Secundária Jaime Moniz (em depósito); Biblioteca Carmo Rodrigues; Biblioteca Rogério Correia. Ainda as coleções oriundas do Arquivo Regional: Livraria Nuno de Vasconcelos Porto, com edições excecionalmente raras, contém algumas obras de referência fundamentais, como a Portugaliae Monumenta Histórica, edições de fontes da Academia das Ciências de Lisboa e monografias de autores consagrados sobre a História e o património artístico português; Biblioteca Nuno de Freitas Lomelino; Coleção de Livro Antigo, constituída maioritariamente por obras oriundas da Mitra do Funchal; Biblioteca Luiz Peter Clode, particularmente dedicada à genealogia; a biblioteca oriunda da Quinta Josefina e da Casa Museu Frederico de Freitas.